# Pulykaformák
A pulykák vagy pulykaformák (Meleagridinae) a madarak osztályának tyúkalakúak (Galliformes) rendjébe és a fácánfélék (Phasianidae) családjába tartozó alcsalád.
A régebbi besorolások még pulykafélék (Meleagrididae) néven önálló családként tartották nyilván, de a mostani rendszerek a fácánfélék családjába tartozó,  fácánformák (Phasianinae) alcsaládjának Meleagrini nemzetségébe sorolják az ide tartozott nemet és fajok is.

## Rendszerezés
A család az alábbi 1 nem és 2 faj tartozik:
- Meleagris  (Linnaeus, 1758) – 2 faj 
  - vadpulyka (Meleagris gallopavo)
    - pulyka (Meleagris gallopavo gallopavo) – háziasított alfaj

  - pávaszemes pulyka (Meleagris ocellata)  más néven  (Agriocharis ocellata)